# 簡單易懂的現代魔法
《簡單易懂的現代魔法》（よくわかる現代魔法）是櫻坂洋撰寫，宮下未紀插畫的輕小說系列。

## 簡介
本作為第二回集英社Super Dash小說新人獎最終選考作品《魔法使網路》（魔法使いのネット）改寫、改題而成，為櫻坂洋的出道作品。由集英社Super Dash文庫出版，於2005年共五集完結。2008年起將文稿和插圖改版後以「簡單易懂的現代魔法1 new edition」為題發行，2009年3月發行第六集，再次開始連載。此外，插畫家宮下未紀於2008年宣佈將漫畫化，之後於《JUMP SQUARE》2008年9月號雜誌開始連載。2008年11月宣佈動畫化。並於2009年7月播放。

## 劇情簡介
在東京都銀座，笨拙加上幼兒體形的主角森下曆美，為了改變沒有任何長處的自己，在看到魔法學校的傳單後決定學習魔法。跟隨傳說中的「現代魔法第一人」姉原美鎖學習後，因特殊體質，不管使用任何魔法都會召喚出金屬臉盆！

## 登場人物

### 主角群
森下曆美（聲：野中藍）
冒失娘、幼兒體型的高中一年級學生。身高146公分，穿便服有時會被誤認為小學生。成績、運動能力都不好，為了改變沒有任何長處的自己，在看到魔法學校的傳單後決定學習魔法。具有不管什麼程式都能轉變為召喚金屬臉盆程式的特殊體質。能召喚的臉盆逐漸由銅、鐵升級到銀製臉盆。對弓子有好感而不自覺。
在第四集中已升上高二。
姉原美鎖（聲：生天目仁美）
最強的現代魔法使之一。25歲的大學生，專攻程式設計。讓魔法達到實用程度，堪稱現代魔法的第一人。在曆美看到祖父開的魔法學校的傳單後，開始教她魔法。雖然不是壞人，卻欠缺一般常識。興趣是網路購物，經常購買香蕉衣架等莫名其妙的物品。小時候母親死亡（美鎖間接害死），代替母親養大聰史郎。使用味覺調整魔法替料理調味。
一之瀨·弓子·克莉絲汀娜（聲：戶松遙）
古典魔法的使用者，和曆美同年紀。曾祖父是天才的驅魔者。具有美麗的容貌和出色的身材，並隔代遺傳祖父的銀髮和紫色眼眸，相當引人注目。有很強的正義感，討厭魔法被用來作惡，也因此和美鎖對立。
坂崎嘉穗（聲：壽美菜子）
曆美的同班同學。擅長理科，擔任班長。小時候開始便喜歡機械，對程式也頗有心得。當初不知道魔法的存在，但和曆美一同捲入魔法相關的事件後，對美鎖寫的程式感興趣，開始向美鎖學習程式設計。口頭禪為「不知道的事就保持不知道就好（わからないならわからないでいい）」、「我認為～（～と思われ）」。

### 程式設計師
黃蓋瑞（聲：濱田賢二）
不隸屬於特定企業的程式專家。將燙手的工作推給美鎖。「觀察對象」之一。
香港人，自稱來到日本的原因是「日本才有秋葉原」。是無師自通的天才現代魔法師，能用電腦強制改變骰子的點數。學過洪家流的拳法。現在的基地在六本木。
被所羅門感染後得到了複製他人知識的程式碼，並在東京召喚了巨大的魔物。能將自己的意識藉由寬頻網路傳送，藉此遠端控制他人。
在所羅門被停止後，間接推動了資源回收者的發動。在第四集召喚了尚傑克·吉伯特斯，企圖獲得魔女圖書館。
神西九十九（聲：逢坂力）
東京最優秀的程式設計師之一。也是「觀察對象」。
在無意中寫出了「箱中之神」的程式碼，目前退休在山形縣的老家休息。
被黃蓋瑞吸收了有關現代魔法的知識，造成索羅門的發動。
老源（聲：--）
居住在澀谷的遊民，有著「鋼琴師」的稱號。
本名是土門源三郎，是個可以跟姉原美鎖同台較量的現代魔法師。幫佐伯響子完成了「資源回收者」的程式碼。

### 一世紀前
尚傑克·吉伯特斯（聲：加藤將之）
神秘的白人男性。企圖取得封在弓子手杖中的魔女圖書館。是古典魔法的專家。
卡羅爾‧克里斯特伯爾特（聲：興津和幸）
弓子的外曾祖父，在一世紀前是最強的古典魔法師。封印了魔女圖書館。有一隻黑貓做使魔。
姉原研十郎（聲：青木強）
美鎖的曾祖父，一世紀前在澀谷開立了姉原十字魔法學院，幫助克里斯特伯爾特擊敗尚傑克·吉伯特斯。

### 其他
姉原聰史郎（聲：淺沼晉太郎、田村睦心（兒童時代））
美鎖的弟弟，高中二年級學生。不承認魔法的存在。身材高大，擅長料理。經常對缺乏常識的姊姊的所作所為感到頭痛。小時後就開始吃美鎖的料理，因此體質對魔法的感應逐漸遲鈍而至於對魔法不起反應，被尚傑克·吉伯特斯稱為魔法師殺手。
皆崎達彥（聲：--）
住在澀谷的高中生，十分擅長塗鴉，專長是將別人的塗鴉巧妙修改，加上額外的文字，以改變創作者的原意。有著「螢幕保護程式」的稱號。
跟聰史郎同齡。
小野寺笑（聲：--）
離家出走的高一少女，比曆美小一歲。與嘉穗同一所國中畢業，是竊盜和非法入侵建築物的慣犯。
持有能和「jini」對話的神祕戒指，在線上自稱。
田所航一（聲：--）
日本網路系統公司第一開發部部長，三十歲上下。對自己的工作十分嚴謹。經常與黃蓋瑞有工作上的合作，稱黃蓋瑞為「巫師」。
佐伯響子（聲：--）
某家唱片公司的宣傳製作人之一，穿著西裝，十分敬業。最近一次的工作是負責伊格爾鏑木的突襲演唱。
伊格爾鏑木（聲：--）
如月澪（聲：日笠陽子）
動畫原創人物。在東京有人氣危機的偶像，因為接近演唱會DVD發行時期，而請美鎖幫忙提升人氣。

## 名詞解釋
魔法
在本作中，能夠使用稱為程式（Code）的「咒文」連接現實世界和異世界的物理法則，將異世界的物理法則帶到現實世界稱為「魔法」，分為「古典魔法」和「現代魔法」兩大派別。兩派在程式撰寫上相同，但古典魔法是將自己的肌肉通電以發動魔法，現代魔法則是使用矽晶片為基礎執行魔法。由於電腦的處理能力提升，因而能夠使用電腦發動魔法。電腦和人類比起來，無法使用太複雜的魔法，卻能夠單純的重複執行。
魔物
寄宿於電子機器或物體裡的精靈存在，藉通過魔法，被賦予假想性質後的人格產物，經常是不穩定的。
jini
藉由魔法從異世界召喚出來的存在。

## 出版書籍

### 小說
| 卷數 | 副標題                                      | 集英社         | 集英社                 | 青文出版社     | 青文出版社             |
| 卷數 | 副標題                                      | 發售日期       | ISBN                   | 發售日期       | ISBN                   |
| ---- | ------------------------------------------- | -------------- | ---------------------- | -------------- | ---------------------- |
| 1    | 不適用                                      | 2003年12月25日 | ISBN 4-08-630163-6     | 2008年1月15日  | ISBN 978-986-209-226-2 |
| 2    | GARBAGE COLLECTOR                           | 2004年5月25日  | ISBN 4-08-630184-9     | 2008年5月1日   | ISBN 978-986-209-377-1 |
| 3    | Ghostscript for Wizards                     | 2004年9月22日  | ISBN 4-08-630204-7     | 2008年11月8日  | ISBN 978-986-209-630-7 |
| 4    | jini user                                   | 2005年1月25日  | ISBN 4-08-630221-7     | 2009年10月21日 | ISBN 978-986-209-987-2 |
| 5    | TMTOWTDI There’s More Than One Way To Do It | 2005年5月25日  | ISBN 4-08-630236-5     | 2010年1月21日  | ISBN 978-986-256-166-9 |
| 6    | Firefox!                                    | 2009年3月25日  | ISBN 978-4-08-630475-7 | 2011年4月25日  | ISBN 978-986-256-737-1 |

作者改編的new edition只有第一冊。
- - 2008年4月25日發售、ISBN 978-4-08-630421-4

### 漫畫
| 卷數 | 集英社        | 集英社                 | 青文出版社    | 青文出版社             |
| 卷數 | 發售日期      | ISBN                   | 發售日期      | ISBN                   |
| ---- | ------------- | ---------------------- | ------------- | ---------------------- |
| 1    | 2009年5月1日  | ISBN 978-4-08-874687-6 | 2010年5月19日 | ISBN 978-986-256-298-7 |
| 2    | 2009年11月4日 | ISBN 978-4-08-874758-3 | 2010年8月6日  | ISBN 978-986-256-298-8 |

### 導讀手冊
2009年8月25日、ISBN 978-4-08-630499-3

## 電視動畫
2009年7月11日開始播放

### 製作人員
- 原作：櫻坂洋
- 插畫：宮下未紀
- 監督：黑田泰弘
- 劇本：門田祐一、黑田泰弘
- 人物設定：古賀誠
- 色彩設定：三笠修
- 美術監督：館藤健一（SEE THROU STUDIO）
- 攝影監督：菅原徹
- 編集：
- 音響監督：明田川仁
- 音樂：橋本由香利
- 動畫製作：NOMAD

### 主題歌
片頭曲「programming for non-fiction」
作詞：；作曲、編曲：；歌：麻生夏子
片尾曲「Made in WONDER」
作詞：畑亞貴；作、編曲：黑須克彥；歌：美鄉あき

### 各話標題
| 話數   | 標題                           | 劇本       | 分鏡     | 演出     | 作畫監督                 |
| ------ | ------------------------------ | ---------- | -------- | -------- | ------------------------ |
| 第0話  | cruncha cruncha cruncha        | 門田祐一   | 宮崎渚   | 室谷靖   | 田村正文                 |
| 第1話  | hello, world                   | 戶塚直樹   | 中山洋   | 中山敦史 | 内田孝                   |
| 第2話  | Wizardry                       | 門田祐一   | 黑田泰弘 | 吉田紗子 | 尾尻進矢                 |
| 第3話  | Deus In Machina                | 門田祐一   | 坂田純一 | 村田尚樹 | 大田謙治                 |
| 第4話  | jini                           | 門田祐一   | 山崎光枝 | 山崎光枝 | 山本真嗣                 |
| 第5話  | jump-off-into-never-never-land | 戶塚直樹   | 小寺勝之 | 長岡義孝 | 馬場繪理                 |
| 第6話  | ghostscript                    | 伊藤美智子 | 宮崎渚   | 神保昌登 | 大田謙治                 |
| 第7話  | voodoo programming             | 伊藤美智子 | 坂田純一 | 村田尚樹 | 山本真嗣                 |
| 第8話  | scratch monkey                 | 戶塚直樹   | 園田雅裕 | 園田雅裕 | 石丸賢一 藤原利惠        |
| 第9話  | Open DeathTrap                 | 伊藤美智子 | 小寺勝之 | 長岡義孝 | 內田孝                   |
| 第10話 | quick-and-dirty                | 伊藤美智子 | 菊池聰延 | 菊池聰延 | 菊池聰延                 |
| 第11話 | Dragon Book                    | 戶塚直樹   | 坂田純一 | 飛鳥次郎 | 古賀誠 大田謙治 山本真嗣 |
| 第12話 | TMTOWTDI                       | 戶塚直樹   | 中山洋   | 村田尚樹 | 田村正文                 |

### 小人偶劇
在動畫結束之後「TV講座 簡單易懂的現代魔法」的小人偶劇播放，人偶劇是以與本作品相關的內容加以詳述。
- Lesson.1 現代魔法之卷
- Lesson.2 CD發售之卷
- Lesson.3 20秒
- Lesson.4 jini之卷
- Lesson.5 課題圖書之卷
- Lesson.6 『咒語=程序代碼』？之卷
- Lesson.7 『咒語=程序代碼』？之卷 其二
- Lesson.8 『咒語=程序代碼』？之卷 其三
- Lesson.9 Blu-ray & DVD 之卷
- Lesson.10 副標題之卷
- Lesson.11 坂崎嘉穗之卷
- Lesson.12 復習之卷

### 播放電視台
日本深夜動畫：下文記載的日本国内播放時間使用日本標準時間（UTC+9）表示。因為部分時間标识會採用30小时制，因此請留意这类超过24:00的时间，其實際播放時間為翌日清晨。
| 播放地域 | 電視台       | 播放期間                 | 播放時間                   | 播放系列 | 備註       |
| -------- | ------------ | ------------------------ | -------------------------- | -------- | ---------- |
| 日本全域 | BS11         | 2009年7月11日 - 9月26日  | 星期六 24時00分 - 24時30分 | BS放送   | ANIME+時段 |
| 日本全域 | AT-X         | 2009年7月13日 - 9月28日  | 星期一 11時30分 - 12時00分 | CS放送   | 有重複播放 |
| 日本全域 | 萬代頻道     | 2009年7月13日 - 9月28日  | 星期一 12時00分 - 12時30分 | 網絡配信 |            |
| 日本全域 | KIDS STATION | 2009年10月8日 - 12月24日 | 星期四 24時00分 - 24時30分 | CS放送   | 有重複播放 |

## 外部連結
- 官方文庫（日語）
- 動畫官網（日語） （页面存档备份，存于）
- （日語）